# Primorski dnevnik
Il Primorski dnevnik (letteralmente Quotidiano del Litorale) è un giornale pubblicato a Trieste in lingua della minoranza slovena del Friuli-Venezia Giulia.

## Storia
Erede del Partizanski dnevnik, unico quotidiano partigiano stampato nell'Europa occupata, che iniziò le pubblicazioni il 26 novembre 1943 e che dal 2 maggio 1945 si era trasferito nella Trieste appena liberata dall'occupazione nazifascista. Il primo numero uscì il 13 maggio 1945, diretto da Jože Koren.
Nel primo periodo l'impostazione del giornale conservò l'impostazione partigiana del suo predecessore, politicamente su posizioni di sinistra e in politica estera legato alla Jugoslavia, per poi gradatamente aprirsi a una gestione pluralistica, aperta a tutte le componenti della comunità slovena in Italia. Il giornale affonda le sue radici nel giornale Edinost di Trieste, fondato nel 1876 e diventato quotidiano nel 1894 fino alla sua soppressione nel 1928 operata dal fascismo.
Alla fine degli anni '90 la grave crisi che colpì l'economia della comunità slovena in Italia rischiò di portare alla chiusura del giornale; in seguito all'appello per il suo salvataggio venne costituita la Cooperativa Primorski Dnevnik alla quale aderirono migliaia di soci consentendo l'acquisto della testata ed il mantenimento delle pubblicazioni regolari.

## Struttura attuale
Il giornale dispone di una redazione a Trieste e una a Gorizia, mentre a Cividale del Friuli e a Klagenfurt sono presenti degli uffici di corrispondenza. È diretto da Igor Devetak ed esce dal martedì alla domenica. È uno dei tre membri italiani (gli altri sono gli altoatesini Dolomiten e Neue Südtiroler Tageszeitung) dell'associazione dei quotidiani in lingua minoritaria e regionale (MIDAS).

## Fondi statali
Da alcune parti il giornale è stato più volte criticato per le forti sovvenzioni statali di cui disporrebbe a fronte di una scarsissima diffusione, da altre invece viene lamentata la limitatezza di dette sovvenzioni . I fondi che lo Stato Italiano mette a disposizione del Primorski dnevnik si aggirano sui 3 milioni di euro (2,6 milioni di euro nel 2018), parte derivanti da sovvenzioni all'editoria e parte da fondi per giornali di partito.